# Austrobaileya
Austrobaileya — це єдиний рід, що складається з єдиного виду, який становить всю родину квіткових рослин Austrobaileyaceae. Вид Austrobaileya scandens росте в природних умовах лише у вологих тропічних лісах північно-східного Квінсленда, Австралія.
Рослини австробайлеї ростуть у вигляді деревних ліан чи ліан. Їхні головні стебла, що ростуть, нещільно в’ються, з прямими розширеними листовими гілками. Листки шкірясті, прості, з жилками. Листки виробляють ефірні олії в сферичних ефіроолійних клітинах. Їхнє листя пошкоджується окисленням під прямими сонячними променями, тому воно, як правило, росте під пологом тропічного лісу, у слабкому сонячному світлі та дуже вологих умовах.